# Église Saint-Alban de Chemaudin
Pour les articles homonymes, voir Église Saint-Alban et Saint Alban.
L’église Saint Alban de Chemaudin est une église située à Chemaudin dans le département français du Doubs.

## Histoire
La totalité de l'église fait l’objet d’une inscription au titre des monuments historiques depuis le 19 janvier 1993.

## Rattachement
L'église fait partie de la paroisse du Pays de Franois qui est rattachée au diocèse de Besançon.

## Architecture
L'église présente un clocher-porche. Le clocher est surmonté d'une coupole franc-comtoise couverte en zinc. La croix surmontant le dôme est lui-même surmonté d'un coq.

## Mobilier
L'église possède des éléments inscrits à titre objet aux monuments historiques depuis le 26 juin 2003 :
- Le tableau Notre Dame de la consolation datant du XVIIIe siècle[3]
- Le retable du maître-autel et les statues de Saint-Paul et Saint-Claude datant du XVIIIe siècle[4]
- Le retable et le tableau d'autel représentant la mort de Saint François Xavier datant du XVIIIe siècle[5]
- Le retable et le tableau d'autel représentant le Rosaire datant du XVIIIe siècle[6]

## Accès
L'Église est desservie par la ligne  58  du réseau de transport en commun Ginko, à l'arrêt "Village".

## Galerie

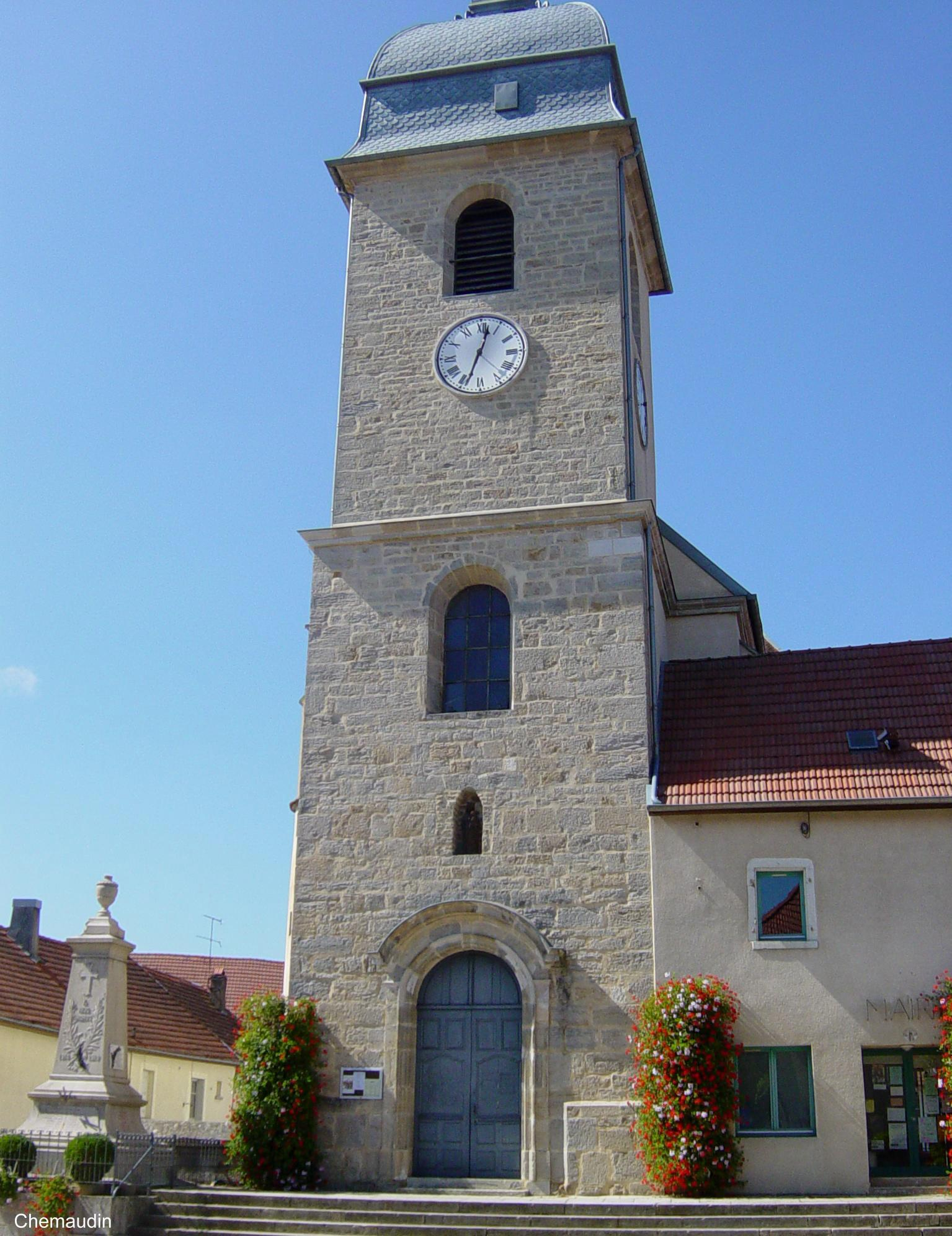
Porche et façade Est
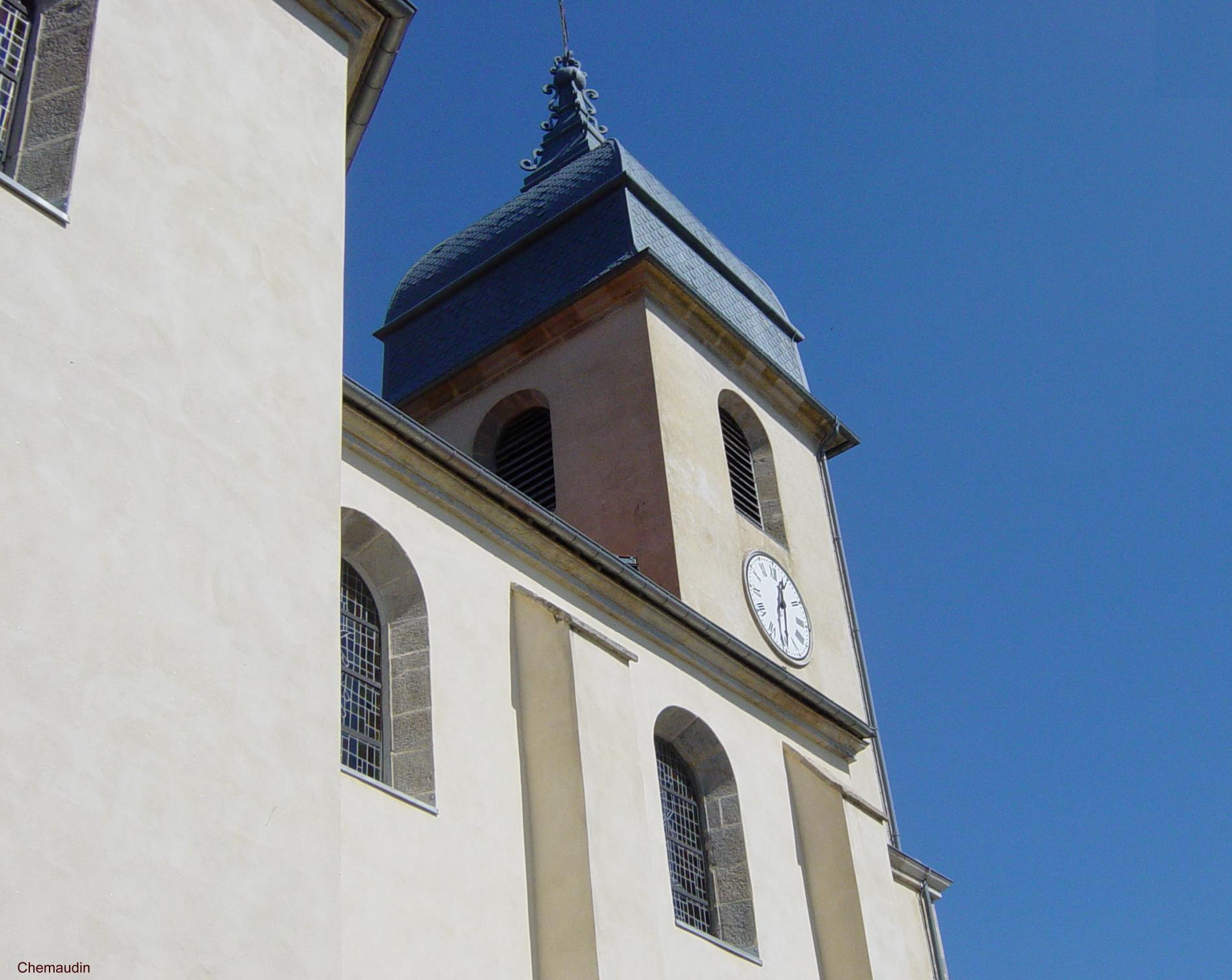
Angle Sud-Ouest